# Râul Izvorul Negru, Buzău
Râul Izvorul Negru sau Râul Valea Neagră este un curs de apă, afluent al râului Buzău. 

## Hărți
- Harta Munții Buzăului [nefuncțională – arhivă]